# Edmund Osterloff
Edmund Osterloff (ur. 4 maja 1863 w Krągoli, zm. 21 czerwca 1938 w Gomunicach k/Radomska) – pionier i współtwórca polskiej fotografii artystycznej.
Pochodził w rodziny wywodzącej się ze Szwecji, której polska linia datuje się od ok. 1835 roku. Był dzieckiem z trzeciego małżeństwa Karola Augusta Osterloffa, właściciela dóbr m.in. na warszawskim Grochowie. Kształcił się w gimnazjum realnym w Kaliszu, a następnie w Szkole Handlowej Kronenberga w Warszawie. Za działalność w kółkach socjalistycznych i partii „Proletariat” aresztowany w 1884 r. i skazany w zbiorowym procesie Ludwika Waryńskiego i przywódców partii na dwa lata więzienia. Po odbyciu kary w Cytadeli wydalony z Kongresówki do Tyflisu, gdzie pozostawał pod policyjnym nadzorem i pracował jako nauczyciel języka niemieckiego (znał także rosyjski, francuski i angielski). Po kilku latach wyemigrował do Południowej Afryki wraz z żoną Natalią i dwójką dzieci. Zajmował się farmerstwem do wybuchu II wojny burskiej.
Od roku 1900 mieszkał w Szwajcarii, a następnie krótko w kraju, skąd ponownie udał się do Gruzji (Tyflis). Pracował jako nauczyciel i zajmował się fotografią, utrzymując kontakty z miejscowym środowiskiem artystycznym. W latach 1905–1914 wysyłał swoje prace na międzynarodowe wystawy. W roku 1921 powrócił do niepodległej Polski i osiadł najpierw w Drohiczynie, potem w Milanówku. Od 1925 mieszkał w Radomsku – dzisiaj jest patronem tamtejszego Towarzystwa Fotograficznego im. Edmunda Osterloffa w Radomsku, które co dwa lata organizuje ogólnopolski konkurs im. E. Osterloffa. W latach 20. XX wieku związany z Polskim Towarzystwem Miłośników Fotografii. Od 1931 należał do Fotoklubu Polskiego, zrzeszającego artystów uprawiających fotografię jako autonomiczną sztukę. Fotograf, którego prace – wystawiane w kraju i za granicą m.in. w Stanach Zjednoczonych – porównuje się do malarskich dzieł Milleta, Chełmońskiego, Ruszczyca. Był pod wpływem malarstwa pejzażowego, postaci ludzkie w jego twórczości stanowiły jedynie element sztafażu. Autor ograniczał świadomie efekty charakterystyczne dla fotografii: momentalność i konkretność faktów. Przekonywał umiejętnie widza wartością własnej wizji i głębią emocjonalnego zaangażowania. Większość jego prac znajduje się w zbiorach Muzeum Narodowego we Wrocławiu.

## Źródła
- archiwum rodziny Osterloffów.